# Сонячний візок
55°53′24″ пн. ш. 11°34′19″ сх. д. / 55.889946° пн. ш. 11.571865° сх. д.

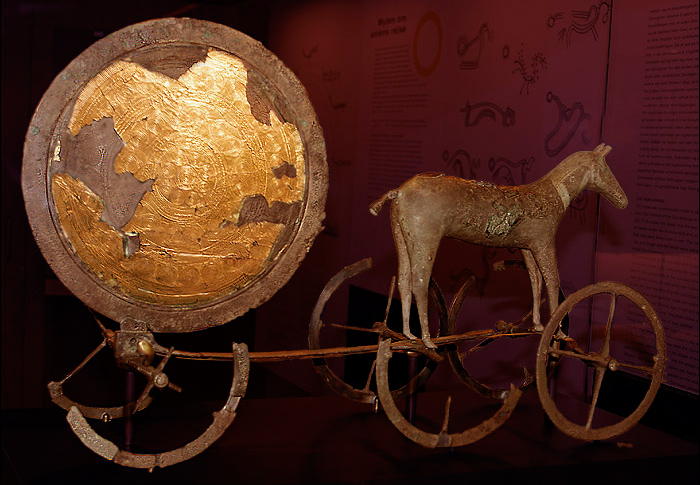
Правий бік візка

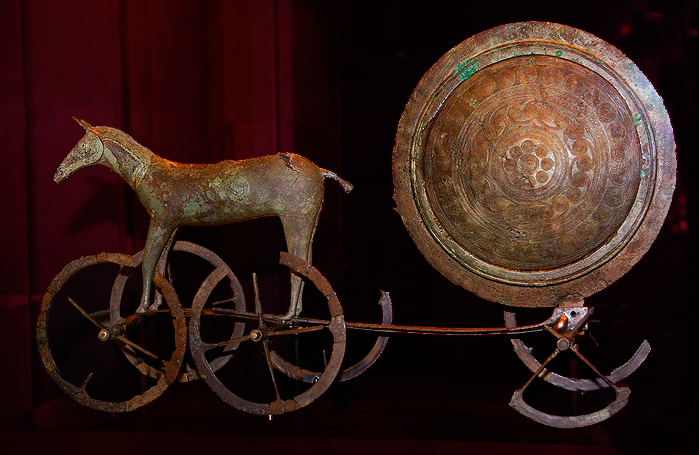
Лівий бік воза

Со́нячний візо́к (дан. Solvognen) — мініатюрне скульптурне зображення воза бронзової доби, виявлене селянином у трундхольмському болоті на північно-західному березі острова Зеландія в 1902 р. і з тих пір є перлиною зібрання Національного музею Данії в Копенгагені (входить до данського культурного канону).
Крім чотириколісного возика, до скульптурної групи входять зображення Соль (Сонця) у вигляді 25-сантиметрового бронзового диска, позолоченого з правого боку, і кобила, що везе його, також відлита з бронзи. Позолота нанесена тільки на один бік сонячного диска: мабуть, древні вважали, що цим боком Сонце обернене до Землі під час руху воза вдень, а протилежним, непозолоченим боком — під час його зворотної подорожі в нічний час доби.
Сонячний візок із Трундхольма може бути датований XVIII–XVII ст. до н. е. (одночасно з небесним диском із Небри). Примітно те, що він являє собою колісницю: у кожного колеса — по чотири спиці. Перші справжні колісниці з'являються в Європі тільки в епоху залізної доби (етруська колісниця з Монтелеоне, VI ст. до н. е.).
Міф про сонячне божество, що їздять по небу на колісниці, є типовим для індоєвропейських народів (порівн. колісниця Геліоса, давньоіндійська вімана). У німецькій традиції він вперше зафіксований в епоху середньовіччя: богиня Соль об'їжджає небосхил на колісниці, запряженій кіньми на ймення Арфак і Алсвід, а боги дня Даґ і ночі Нотт — на конях Скінфаксі («сяйногривий») і Грімфаксі («морозногривий») .